# Marathon van Seoel 2008

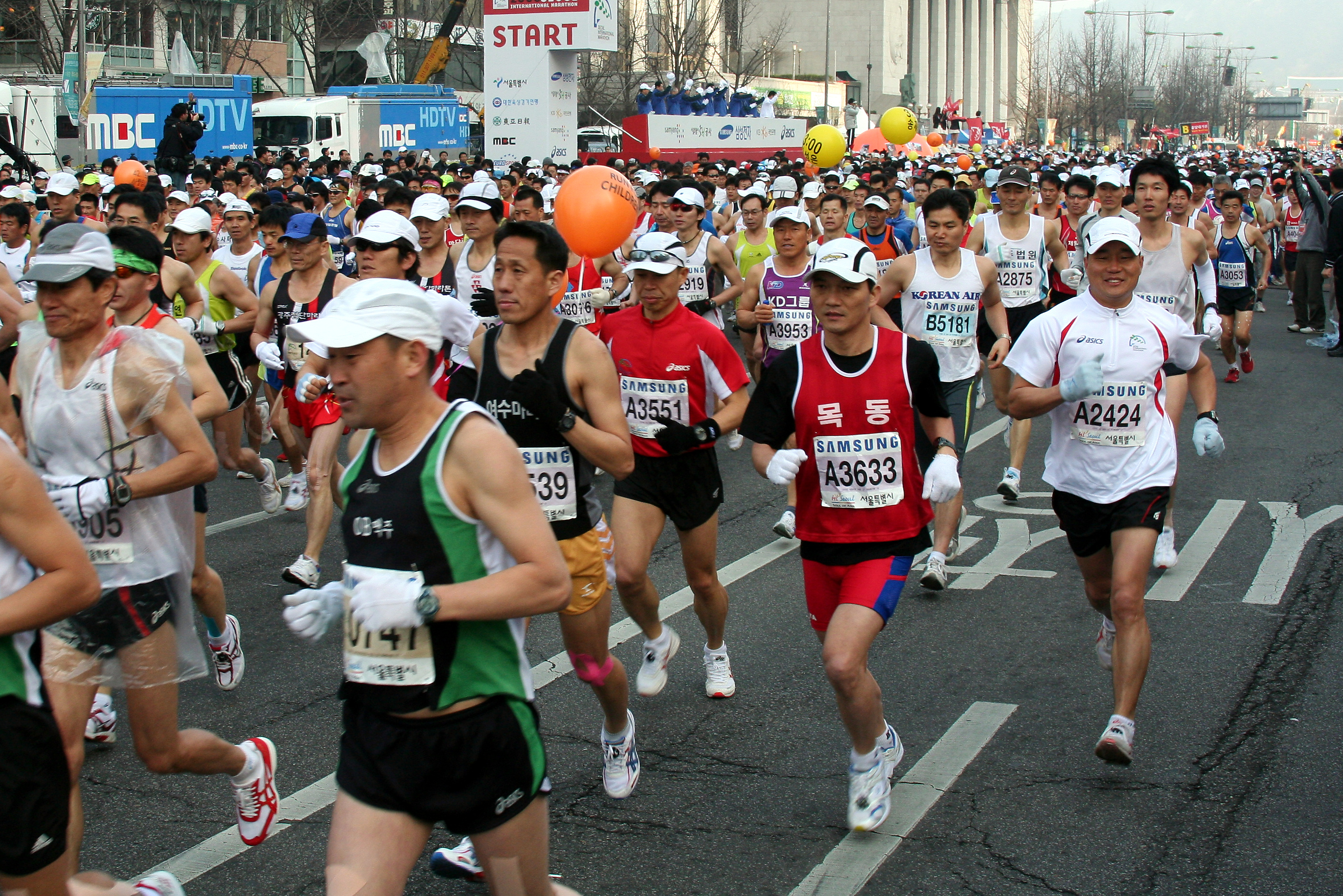
Lopers passeren de City Hall tijdens de wedstrijd.

De marathon van Seoel 2008 werd gelopen op zondag 16 maart 2008. Het was de 64e editie van deze marathon. 
De Keniaan Sammy Korir finishte bij de mannen kwam als eerste in 2:07.32. De Chinese Shu-jing Zhang won bij de vrouwen in 2:26.11.

## Uitslagen

### Mannen
| rang   | naam           | land | tijd    |
| ------ | -------------- | ---- | ------- |
| Goud   | Sammy Korir    | KEN  | 2:07.32 |
| Zilver | Jason Mbote    | KEN  | 2:07.37 |
| Brons  | Edwin Komen    | KEN  | 2:07.45 |
| 4      | Francis Kiprop | KEN  | 2:08.30 |
| 5      | Charles Koech  | KEN  | 2:08.33 |
| 6      | Albert Matebor | KEN  | 2:11.01 |
| 7      | Kim Yi-Yong    | KOR  | 2:11.14 |
| 8      | Lee Bong-Ju    | KOR  | 2:12.27 |
| 9      | Kaban Kipkembo | KEN  | 2:14.07 |
| 10     | Ji Young-Jun   | KOR  | 2:15.07 |
| 11     | Kim Young-Chun | KOR  | 2:15.30 |
| 12     | Seo Haeng-Jun  | KOR  | 2:16.08 |
| 13     | Jeong Ho-Young | KOR  | 2:16.17 |
| 14     | Jang Shin-Kwon | KOR  | 2:17.12 |
| 15     | Na Yeong-San   | KOR  | 2:17.34 |
| 16     | Kim Je-Kyong   | KOR  | 2:17.51 |
| 17     | Jeon Sang-Kuk  | KOR  | 2:18.44 |
| 18     | Kim Woo-Yen    | KOR  | 2:18.46 |
| 19     | Lee Myong-Seu  | KOR  | 2:19.22 |
| 20     | An Chang-Hoon  | KOR  | 2:20.17 |

### Vrouwen
| rang   | naam             | land | tijd    |
| ------ | ---------------- | ---- | ------- |
| Goud   | Zhang Shujing    | CHN  | 2:26.11 |
| Zilver | Zueqin Wang      | CHN  | 2:28.39 |
| Brons  | Hellen Kimutai   | KEN  | 2:29.11 |
| 4      | Thabita Tsatsa   | ZIM  | 2:29.20 |
| 5      | Lee Eun-Jung     | KOR  | 2:29.32 |
| 6      | Lee Sun-Young    | KOR  | 2:32.17 |
| 7      | Hilaria Johann   | NAM  | 2:33.06 |
| 8      | Chae Eun-Hee     | KOR  | 2:33.28 |
| 9      | Youn Sun-Hook    | KOR  | 2:34.18 |
| 10     | Chang Jin-Soo    | KOR  | 2:36.44 |
| 11     | Park Ho-Sun      | KOR  | 2:42.54 |
| 12     | Kristijna Loonen | NED  | 2:46.23 |

1964 ·
1965 ·
1966 ·
1967 ·
1968 ·
1969 ·
1970 ·
1971 ·
1972 ·
1973 ·
1974 ·
1975 ·
1976 ·
1977 ·
1978 ·
1979 ·
1980 ·
1981 ·
1982 ·
1983 ·
1984 ·
1985 ·
1986 ·
1987 ·
1988 ·
1989 ·
1990 ·
1991 ·
1992 ·
1993 ·
1994 ·
1995 ·
1996 ·
1997 ·
1998 ·
1999 ·
2000 ·
2001 ·
2002 ·
2003 ·
2004 ·
2005 ·
2006 ·
2007 ·
2008 ·
2009 ·
2010 ·
2011 · 
2012 · 
2013 · 
2014 · 
2015 · 
2016 ·  
2017